# Предсказивање
Предсказивање или наговештај је наративна метода у књижевности у којем приповедач даје рани наговештај онога што ће се касније десити у причи. Предсказивање се често појављује на почетку приче и помаже у развоју или подупирању очекивања публике о предстојећим догађајима. 
Писац може реализовати предсказивање на многе начине, као што су дијалози ликова, догађаји у заплету и промене у окружењу. Чак и наслов дела или поглавља може деловати као наговештај који сугерише шта ће се десити. Предсказивање у фикцији ствара атмосферу напетости у причи, тако рађа у читаоцима заинтересованост и жељу да сазнају и читају даље.
Овај литерарни метод се генерално користи за изградњу ишчекивања код читалаца о томе шта би могло да се деси следеће, како би се додала драмска напетост у причи. Штавише, предсказивање може начинити да се невероватни и бизарни догађаји представе веродостојно, а догађаји који се предвиђају суптилно могу натерати публику да се осећа као да их је очекивала. 
Наговештаји могу бити о будућим догађајима, открићима ликова, обртима и заплетима како би се створила атмосфера, пренела тема и како би се изградило ишчекивање, обично да се наговести догађај који ће вероватно препречити пут главном јунаку касније.
Заплет може бити одложен ситуацијама или догађајима да би се стекао утисак да ће се нешто десити од важности како би се изградило ишчекивање и нагласила важност за њих, што даје публици низ питања, посебно након cliffhanger-а.
Овај литерарни метод се такође често адаптира за употребу од стране композитора позоришне музике, у композицији опера, мјузикала, радија, филмова, телевизије, игара, подкаста, итд.

### Методе
Предсказивање се може постићи преко употребе догађаја у причи или измишљених догађаја који могу донети оригиналне дијалоге, емотивно улагање у радњу, како за главног јунака, тако и за непознате и присутне ликове.
Флешбек је изненадни прекид следа главних догађаја главне радње. У њему се представљају важни догађаји који су се догодили у прошлости. Овим се представљају тачке заплета које је тешко увести у наратив, као што су особине ликова, догађаји или теме које могу покретати текућу нарацију или бити откривене.
Будући флеш помера радњу унапред где се раније откривене или нове особине ликова, догађаја или тема доносе у причу. Они могу улепшати или покварити тренутне и претходне тачке заплета. 
Чеховљева пиштољ је принцип где се објекат или лик приказује више пута, при чему се упућује на тај исти објекат или лик који ће бити важан за нарацију касније. Овде се такође може одиграти и црвена харинга. 